# 保利尼奥
小何塞·保罗·贝塞拉·马希尔（葡萄牙語：José Paulo Bezerra Maciel Júnior；1988年7月25日—），别称保利尼奥（Paulinho），為一名前巴西足球运动员，司職中场，最後效力巴甲哥連泰斯。

## 職業生涯
保利尼奥的球員生涯始於2006年，當時他在巴西一間小球會出道，但一場比賽也沒有上陣。之後轉戰東歐，先後效力過立陶宛和波蘭的球隊。之後，他重返他的出道球會，並且有好表現；於2009年轉會至布拉甘蒂诺；次年加盟巴甲強隊哥連泰斯，成為該隊中場不可或缺的人物，2012年更為球隊奪得南美解放者杯和世俱杯冠軍。2013年7月6日，熱刺於官網宣佈簽下這位在該年联合会杯上表現出色的巴西球員，轉會費為1,700萬鎊。2015年6月29日，廣州恆大官網宣佈保利尼奥以1,400万歐元的价格加盟該中超班霸。
保利尼奥随后帮助广州恒大夺得2015年亚冠冠军，并代表廣州恆大出戰2015年世俱杯。在对阵巴塞罗那的比赛中，雖然球队以0:3的比分告负，但保利尼奧被公認是該戰广州恆大阵中表現最佳的球員，水平遠超广州恒大的其他球員。
2017年夏天，巴塞隆納不斷報價遭拒後，以4,000萬歐元違約金買斷保利尼奥。8月14日，广州恒大官方宣佈他離隊。
一年後，广州恒大宣佈保利尼奥租借回隊，而且包括在租借期結束後買斷的選項。
2019年冬季轉會窗，广州恒大提早以租借期結束後買斷的條款買斷保利尼奥，並宣布他回隊。
2021年6月20日，由於新冠肺炎疫情影響，保利尼奧無法赴中國參加廣州隊的比賽，雙方經討論後決定和平解約，隨後保利尼奧也也在社交媒體上告知這一消息並發視頻與中國球迷道別，轉戰沙地阿拉伯加盟沙地艾阿里足球會。

## 國家隊生涯
保利尼奥在科林蒂安效力後一直是國家隊主力后腰，并随隊出战2013年联合会杯及2014年巴西世界杯。但之後他在热刺效力時表現不佳，逐漸淡出國家隊陣容。轉會至中超球隊广州恒大后，他一度被認為難再入選國家隊。但在2016年俄罗斯世界杯南美洲外围赛期間，保利尼奥獲新任巴西國家隊主帥蒂特征召并重返國家隊主力陣容，並随隊參加了2018年俄羅斯世界杯。而他在世界盃的表現不俗，更在小組賽最後一場對陣塞爾維亞，先開紀錄取得入球，成為該場比賽最佳球員。

## 荣誉
哥連泰斯
- 巴西足球甲级联赛冠军：2011年
- 聖保羅州足球甲級聯賽冠軍：2013年
- 南美解放者杯冠军：2012年
- 世俱杯冠軍：2012年

廣州恆大淘寶
- 中国足球协会超级联赛冠軍：2015年、2016年、2019年
- 亚足联冠军联赛冠军：2015年

巴塞隆納
- 西班牙甲組聯賽冠军：2017-18年
- 西班牙國王盃冠军：2017-18年

國家隊
- 国际足联联合会杯冠軍：2013年

個人
- 国际足联联合会杯銅球獎：2013年
- 中国足球协会超级联赛最佳球员：2019年

## 外部連結
- Soccerway資料庫：保利尼奥  （英文）